# Юнацька збірна Малі з футболу (U-17)
Юнацька збірна Малі з футболу (U-17) — національна футбольна збірна Малі, що складається із гравців віком до 17 років. Керівництво командою здійснює Федерація футболу Малі.
Головним континентальним турніром для команди є Юнацький (U-17) чемпіонат Африки з футболу, успішний виступ на якому дозволяє отримати путівку на Чемпіонат світу (U-17). Також може брати участь у товариських і регіональних змаганнях. Протягом 1980-х років функціонувала у форматі U-16.

## Виступи на міжнародних турнірах

### Чемпіонат світу (U-17)
| Статистика чемпіонатів світу (U-17) | Статистика чемпіонатів світу (U-17) | Статистика чемпіонатів світу (U-17) | Статистика чемпіонатів світу (U-17) | Статистика чемпіонатів світу (U-17) | Статистика чемпіонатів світу (U-17) | Статистика чемпіонатів світу (U-17) | Статистика чемпіонатів світу (U-17) | Статистика чемпіонатів світу (U-17) |
| Рік                                 | Раунд                               | Місце                               | І                                   | В                                   | Н                                   | П                                   | Г+                                  | Г-                                  |
| ----------------------------------- | ----------------------------------- | ----------------------------------- | ----------------------------------- | ----------------------------------- | ----------------------------------- | ----------------------------------- | ----------------------------------- | ----------------------------------- |
| 1985                                | не брала участь                     | не брала участь                     | не брала участь                     | не брала участь                     | не брала участь                     | не брала участь                     | не брала участь                     | не брала участь                     |
| 1987                                | не брала участь                     | не брала участь                     | не брала участь                     | не брала участь                     | не брала участь                     | не брала участь                     | не брала участь                     | не брала участь                     |
| 1989                                | не брала участь                     | не брала участь                     | не брала участь                     | не брала участь                     | не брала участь                     | не брала участь                     | не брала участь                     | не брала участь                     |
| 1991                                | не кваліфікувалася                  | не кваліфікувалася                  | не кваліфікувалася                  | не кваліфікувалася                  | не кваліфікувалася                  | не кваліфікувалася                  | не кваліфікувалася                  | не кваліфікувалася                  |
| 1993                                | не кваліфікувалася                  | не кваліфікувалася                  | не кваліфікувалася                  | не кваліфікувалася                  | не кваліфікувалася                  | не кваліфікувалася                  | не кваліфікувалася                  | не кваліфікувалася                  |
| 1995                                | не кваліфікувалася                  | не кваліфікувалася                  | не кваліфікувалася                  | не кваліфікувалася                  | не кваліфікувалася                  | не кваліфікувалася                  | не кваліфікувалася                  | не кваліфікувалася                  |
| 1997                                | чвертьфінали                        | 5-е                                 | 4                                   | 2                                   | 1                                   | 1                                   | 7                                   | 2                                   |
| 1999                                | груповий етап                       | 14-е                                | 3                                   | 0                                   | 2                                   | 1                                   | 0                                   | 1                                   |
| 2001                                | чвертьфінали                        | 6-е                                 | 4                                   | 2                                   | 0                                   | 2                                   | 5                                   | 4                                   |
| 2003                                | не кваліфікувалася                  | не кваліфікувалася                  | не кваліфікувалася                  | не кваліфікувалася                  | не кваліфікувалася                  | не кваліфікувалася                  | не кваліфікувалася                  | не кваліфікувалася                  |
| 2005                                | не кваліфікувалася                  | не кваліфікувалася                  | не кваліфікувалася                  | не кваліфікувалася                  | не кваліфікувалася                  | не кваліфікувалася                  | не кваліфікувалася                  | не кваліфікувалася                  |
| 2007                                | не кваліфікувалася                  | не кваліфікувалася                  | не кваліфікувалася                  | не кваліфікувалася                  | не кваліфікувалася                  | не кваліфікувалася                  | не кваліфікувалася                  | не кваліфікувалася                  |
| 2009                                | не кваліфікувалася                  | не кваліфікувалася                  | не кваліфікувалася                  | не кваліфікувалася                  | не кваліфікувалася                  | не кваліфікувалася                  | не кваліфікувалася                  | не кваліфікувалася                  |
| 2011                                | не кваліфікувалася                  | не кваліфікувалася                  | не кваліфікувалася                  | не кваліфікувалася                  | не кваліфікувалася                  | не кваліфікувалася                  | не кваліфікувалася                  | не кваліфікувалася                  |
| 2013                                | не кваліфікувалася                  | не кваліфікувалася                  | не кваліфікувалася                  | не кваліфікувалася                  | не кваліфікувалася                  | не кваліфікувалася                  | не кваліфікувалася                  | не кваліфікувалася                  |
| 2015                                | віце-чемпіон                        | 2-е                                 | 7                                   | 5                                   | 1                                   | 1                                   | 12                                  | 4                                   |
| 2017                                | четверте місце                      | 4-е                                 | 7                                   | 4                                   | 0                                   | 3                                   | 16                                  | 11                                  |
| 2019                                | не кваліфікувалася                  | не кваліфікувалася                  | не кваліфікувалася                  | не кваліфікувалася                  | не кваліфікувалася                  | не кваліфікувалася                  | не кваліфікувалася                  | не кваліфікувалася                  |
| 2021                                | не визначено                        | не визначено                        | не визначено                        | не визначено                        | не визначено                        | не визначено                        | не визначено                        | не визначено                        |
| Усього                              | 5/19                                | віце-чемпіон                        | 18                                  | 9                                   | 4                                   | 5                                   | 40                                  | 22                                  |

### Юнацький чемпіонат Африки
| Юнацький (U-17) чемпіонат Африки | Юнацький (U-17) чемпіонат Африки | Юнацький (U-17) чемпіонат Африки | Юнацький (U-17) чемпіонат Африки | Юнацький (U-17) чемпіонат Африки | Юнацький (U-17) чемпіонат Африки | Юнацький (U-17) чемпіонат Африки | Юнацький (U-17) чемпіонат Африки | Юнацький (U-17) чемпіонат Африки |
| Рік                              | Раунд                            | Місце                            | І                                | В                                | Н                                | П                                | Г+                               | Г-                               |
| -------------------------------- | -------------------------------- | -------------------------------- | -------------------------------- | -------------------------------- | -------------------------------- | -------------------------------- | -------------------------------- | -------------------------------- |
| 1995                             | четверте місце                   | 4-е                              | 5                                | 1                                | 0                                | 4                                | 5                                | 8                                |
| 1997                             | віце-чемпіон                     | 2-е                              | 5                                | 2                                | 2                                | 1                                | 4                                | 3                                |
| 1999                             | третє місце                      | 3-є                              | 5                                | 2                                | 2                                | 1                                | 6                                | 5                                |
| 2001                             | третє місце                      | 3-є                              | 4                                | 2                                | 1                                | 1                                | 11                               | 3                                |
| 2003                             | не кваліфікувалася               | –                                | –                                | –                                | –                                | –                                | –                                | –                                |
| 2005                             | груповий етап                    | 6-е                              | 3                                | 1                                | 0                                | 2                                | 7                                | 7                                |
| 2007                             | не кваліфікувалася               | –                                | –                                | –                                | –                                | –                                | –                                | –                                |
| 2009                             | не кваліфікувалася               | –                                | –                                | –                                | –                                | –                                | –                                | –                                |
| 2011                             | груповий етап                    | 8-е                              | 3                                | 0                                | 0                                | 3                                | 2                                | 5                                |
| 2013                             | не кваліфікувалася               | –                                | –                                | –                                | –                                | –                                | –                                | –                                |
| 2015                             | переможець                       | 1-е                              | 5                                | 4                                | 1                                | 0                                | 9                                | 4                                |
| 2017                             | переможець                       | 1-е                              | 5                                | 3                                | 2                                | 0                                | 9                                | 2                                |
| Усього                           | 8/12                             | переможець                       | 35                               | 15                               | 8                                | 12                               | 53                               | 41                               |